# マイスター・フランケ

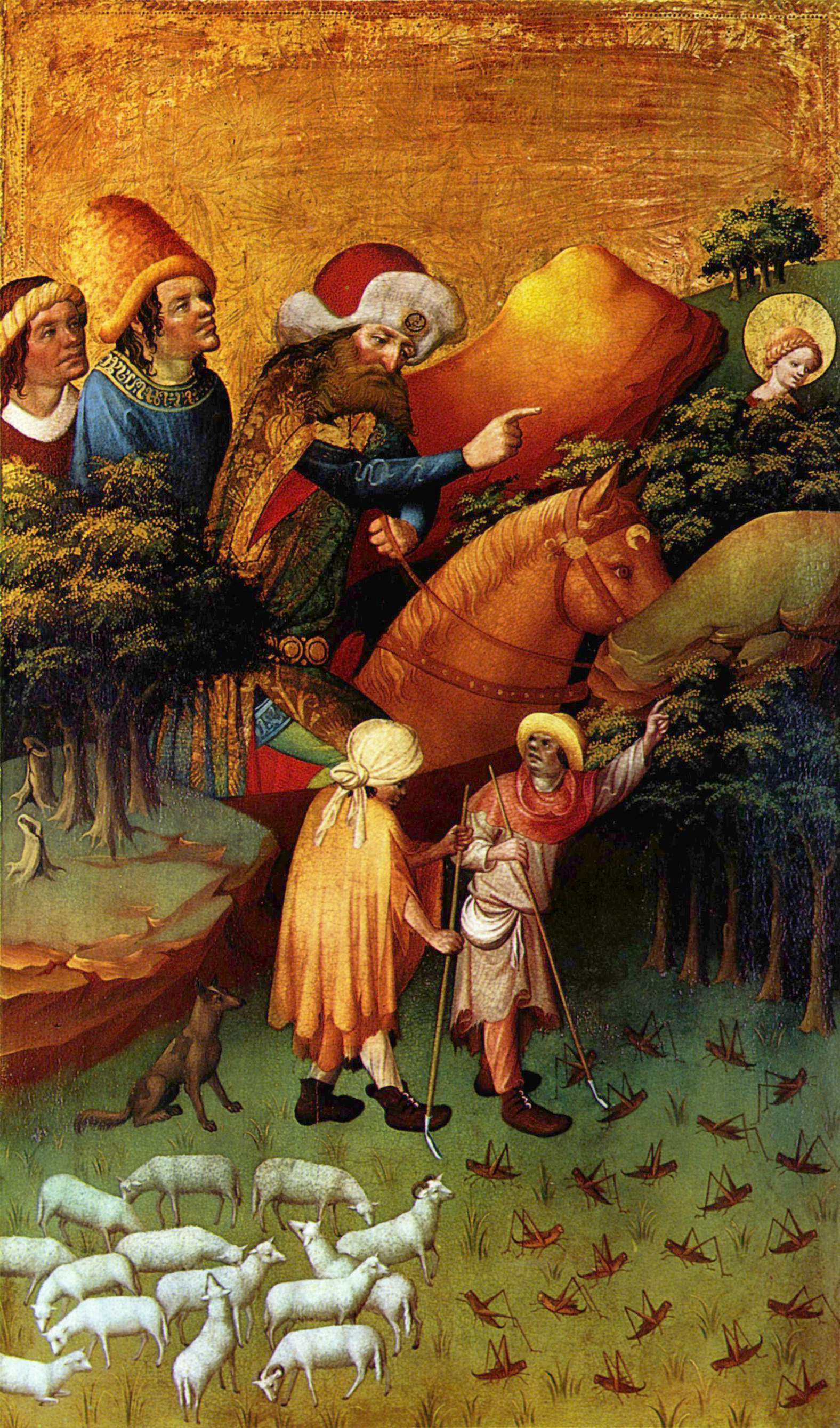
マイスター・フランケ作　聖バルバラ教会のアルターピース（1410年 - 1415年頃）

マイスター・フランケまたはフラーテル・フランケ（Meister Francke aka Frater Francke, 1383年頃 低地ライン地方 - 1436年頃 ハンブルク）は、アルターピース（祭壇飾り）の画家、修道士。

## 生涯と再発見
フランケの生涯についてはほとんど記録に残っていないが、1567年頃に、ヘルマン・フォン・ケルセンブロイク（1520年頃 - 1585年）は、フランケはズトフェン（現オランダ）から来たドミニコ会修道士であると、ミュンスターの再洗礼派の歴史の中で報告している。
アルターピースの購入契約の写しから、ハンブルクの聖ヨハネス修道院の仕事は遅くとも1424年には着手していたようだ。
フランケのことは死後長い間忘れられていたが、1899年、アルフレート・リヒトヴァルクがハンブルク美術館のために1年前に手に入れた聖トマス教会のアルターピースの作者を調べていたアントン・ハゲドルンがフランケの名前を発掘した。リヒトヴァルクはその年のうちにそのことを論文で発表した。1925年初めてフランケの作品が公開され、1929年にはベラ・マルテンスも論文を発表した。

## 作品
フランケは国際ゴシックの代表的画家で、ゴシック初期のこわばったフォルムに逆らって、ゴシック後期の上品で愛らしい表現のフォルムを目指した。しかし、こうした穏やかさは、残酷な暴力描写と緊張感に満ちたコントラストを成していて、表情、身振りとも特殊である。フランケの作品は空間的な深さの表現を基礎としていて、それをたっぷりと使って、素晴らしい色で描かれている。フランケの絵と15世紀パリのミニアチュール（細密が）との類似（さらにはフランケはパリの写字室で学んでいたとも）という研究者がいる一方、両者にはっきりと線を引く研究者もいる。

## ギャラリー

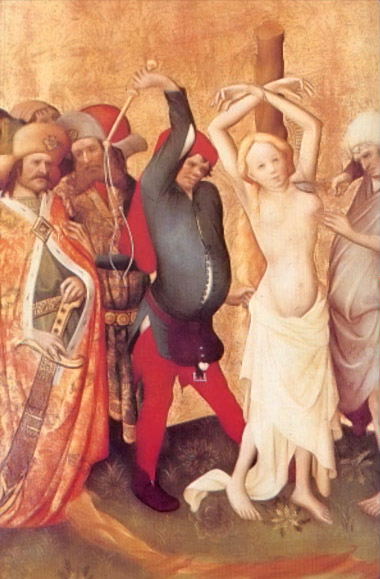
聖バルバラ教会のアルターピース（1424年以前）
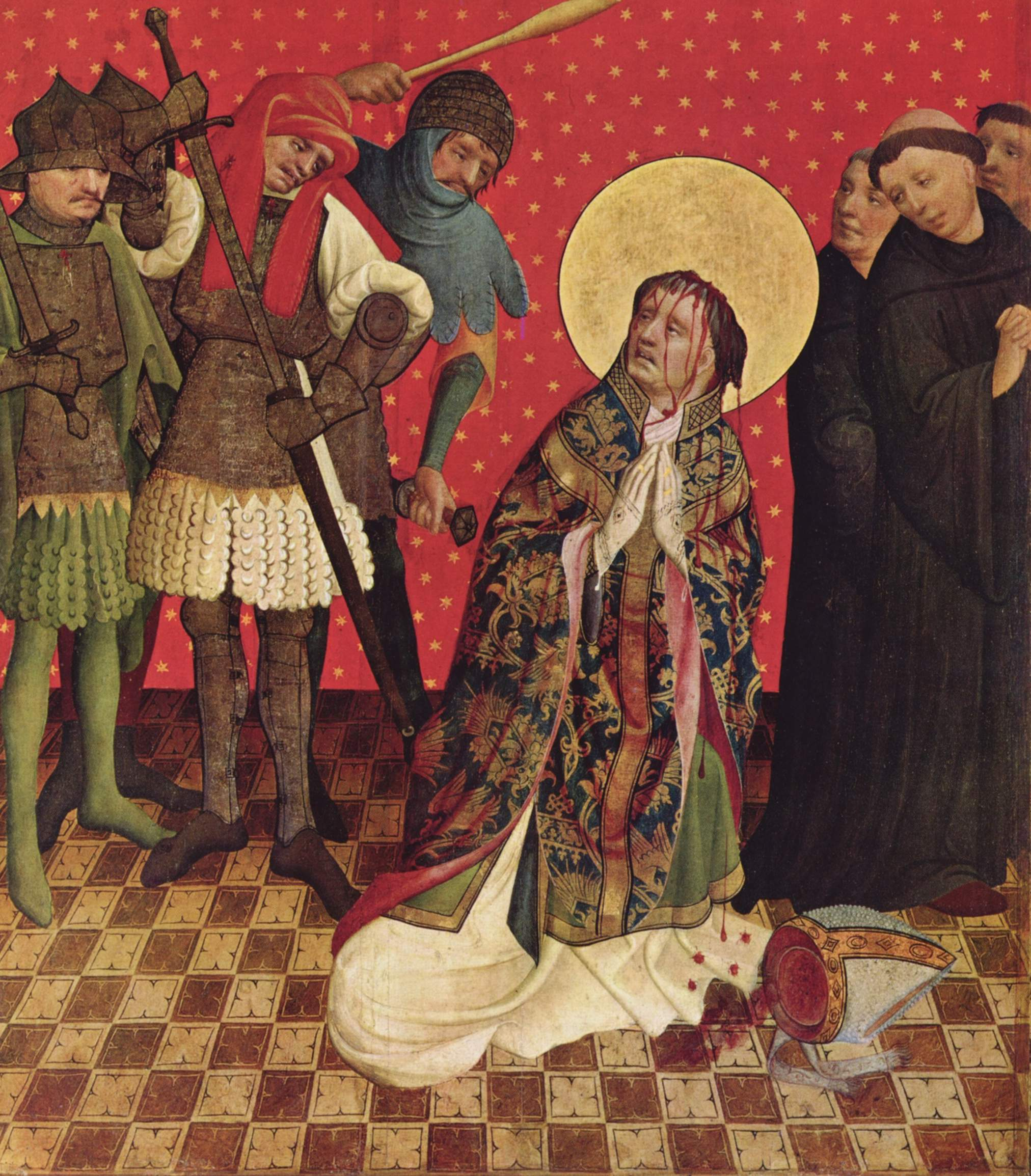
『カンタベリーの聖トマスの殉死』聖トマス教会のアルターピース（1424年頃）
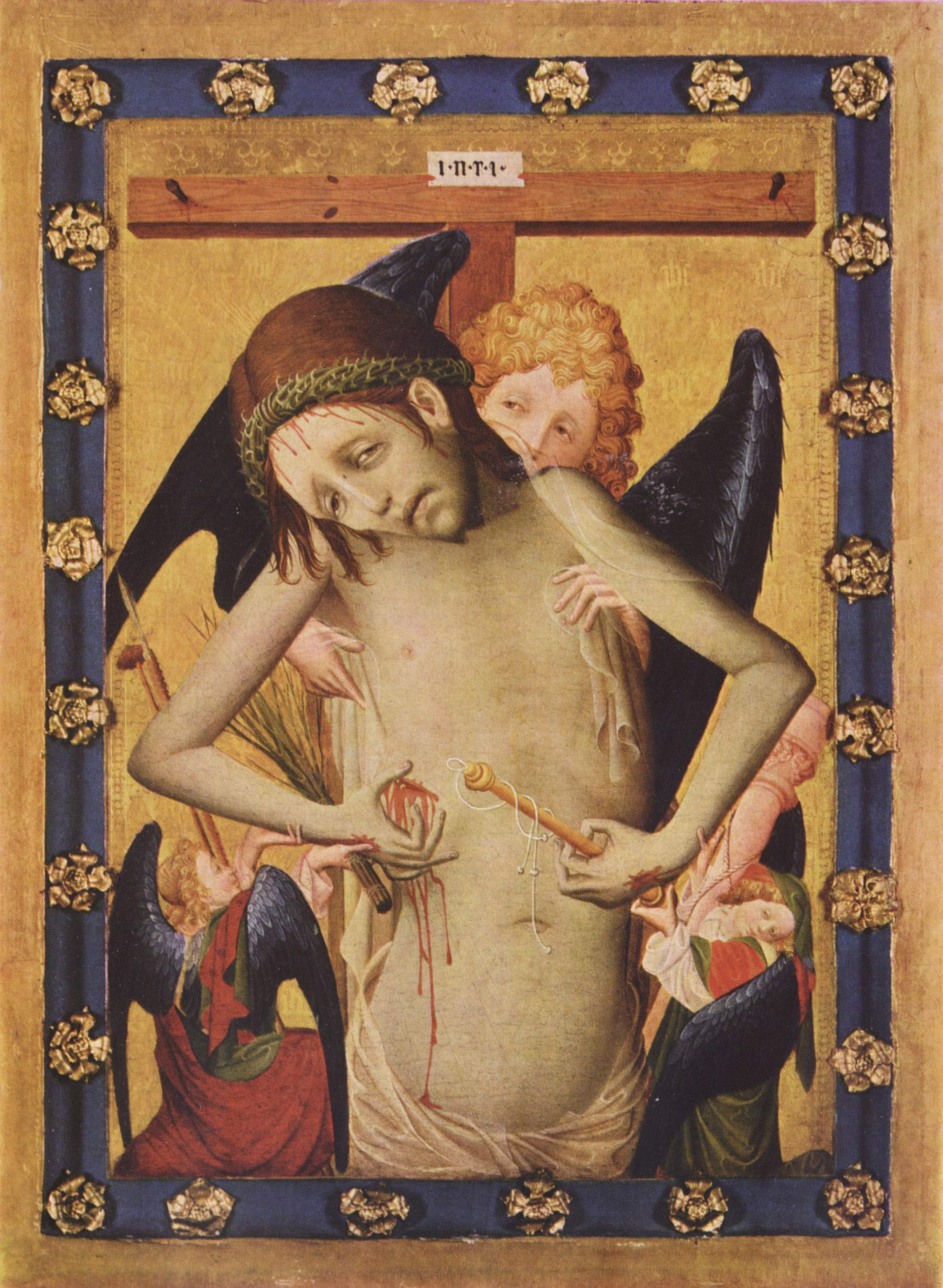
『受難のキリスト』（1430年頃）